# エンリケ・ペレス・ディアス
パチン（Pachín）ことエンリケ・ペレス・ディアス（Enrique Pérez Díaz、1938年12月28日 - 2021年2月10日）は、スペイン・カンタブリア州トレラベーガ出身の元同国代表サッカー選手、元サッカー指導者。現役時代のポジションはDF、MF。

## 経歴

### クラブ
1956年、当時テルセーラ・ディビシオンに所属していたジムナスティカ・デ・トレラベーガでキャリアをスタートさせると、1958年にCAオサスナに移籍し、ラ・リーガ初出場を記録した。オサスナでは、リーグ戦23試合に出場して1得点を挙げ、シーズン終了後にレアル・マドリードへと引き抜かれた。
1959-60シーズンにチャンピオンズ・カップを制したクラブにおいて、パチンの出場機会は全くなかったが、翌シーズンからプレータイムを伸ばし始めた。当時イェーイェーマドリードと呼ばれたチームにおいて、守備的ポジションならどこでもこなせるという器用さを買われて強力な攻撃陣を後ろから支えた。1967-68シーズンにクラブを退団するまで8シーズン連続でタイトルを獲得し、クラブ通算218試合2得点という成績を残した。その後、1968-69シーズンにセグンダ・ディビシオンのレアル・ベティスでプレーしてプロ選手としてのキャリアを終えた。

### 代表
1960年5月15日、イングランド代表との親善試合でスペイン代表初キャップを刻んだ。その後3年間で8試合に出場し、1962年には1962 FIFAワールドカップにも参加した。

### 指導者
現役引退後、指導者の道に進み、1973年からレアル・マドリードのカンテラで後進の育成に励んだ。1年後から正式にプロクラブの監督として活動し始めたが、主にセグンダ・ディビシオンのクラブを率いたため、ラ・リーガのクラブを指揮することは一度もなかった。
2021年2月10日、82歳で死去した。

## タイトル
レアル・マドリード
- ラ・リーガ : 1回 (1960-61, 1961-62, 1962-63, 1963-64, 1964-65, 1966-67, 1967-68)
- コパ・デル・レイ : 1回 (1961-62)
- チャンピオンズ・カップ : 2回 (1959-60, 1965-66)
- インターコンチネンタルカップ : 1回 (1960)